# Vênus de Berekhat Ram

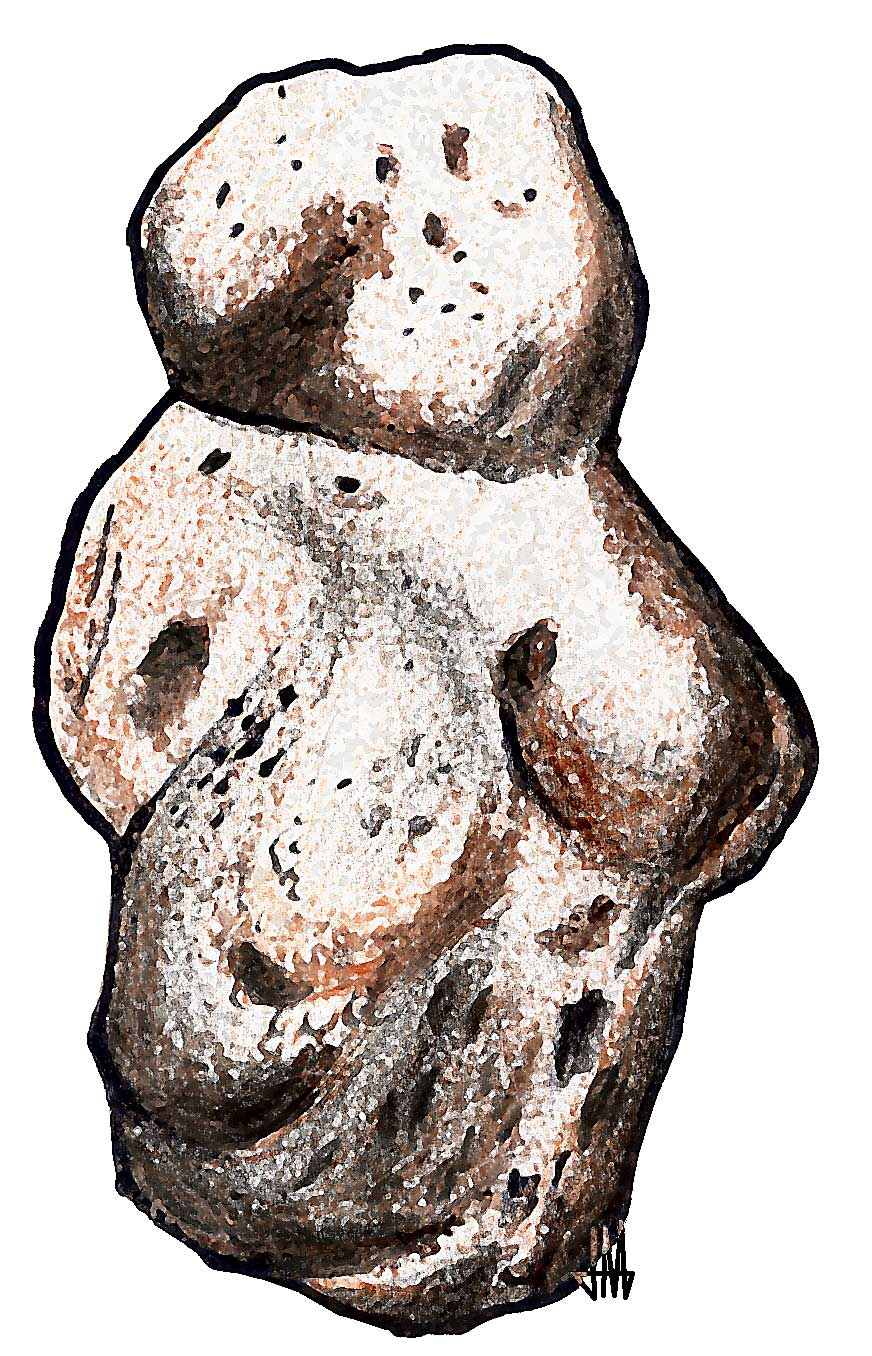
Desenho da Vênus de Berekhat Ram

A Vênus Berekhat Ram é uma estatueta de Vênus encontrada nas Colinas de Golã em 1981.